# Alone in the Dark (Computerspiel, 2024)
Alone in the Dark ist ein Survival-Horror-Computerspiel des schwedischen Entwicklerstudios Pieces Interactive. Das für Windows, PlayStation 5 und Xbox Series produzierte Survival Horror-Adventure erschien am 20. März 2024. Alone in the Dark ist eine Neuinterpretation des im Jahr 1992 erschienenen gleichnamigen Videospiels, das die gleichnamige Serie begründete.

## Handlung
Das Spiel begleitet Emily Hartwood (Jodie Comer) und den auf paranormale Ereignisse spezialisierten Privatdetektiv Edward Carnby (David Harbour) auf ihrer Reise nach Derceto Manor, einem Heim für geistig Erschöpfte, um das Verschwinden von Jeremy Hartwood, Emilys Onkel, zu untersuchen.
Die Geschichte, angesiedelt in den 1930er Jahren in Louisiana im Süden der Vereinigten Staaten, erlebt der Spieler aus zwei verschiedenen Perspektiven. Sowohl Emily als auch Edward sind in separaten Kampagnen spielbar, die sich deutlich unterscheiden und jeweils eigene Zwischensequenzen, Orte und Levels umfassen, die im Durchlauf des anderen nicht vorkommen. Um alle Story-Details zu entdecken, ist es notwendig, das Spiel mit beiden Figuren abzuschließen. Die Spielzeit wurde in einem Interview mit den Entwicklern von Pieces Interactive mit jeweils sechs bis zehn Stunden für jeden Teil der Kampagne angegeben.

## Gameplay
Im Gegensatz zum Original aus den 1990er Jahren, das aus der Sicht von im Level platzierten Kameras gespielt wird, bedient sich das Spiel der frei schwenkbaren Third-Person-Perspektive und stellt Rätsel sowie die Inszenierung der Handlung bzw. Erzählung mehr in den Mittelpunkt als Action-Gameplay bzw. Kampfhandlungen.
Die Kämpfe gegen Feinde sind dabei im Stil des Survival Horror durch eine bedrohliche Atmosphäre, überraschende Angriffe und einen knappen Munitionsvorrat der Waffen geprägt. Den beiden Protagonisten Emily und Edward stehen unterschiedliche Hilfsmittel, zum Beispiel Pistolen, Schrotflinten oder Molotowcocktails sowie Nahkampf-Angriffe zur Verfügung, um den Gefahren zu trotzen.

## Liste der Darsteller
Für die Darstellung der beiden Protagonisten Emily Hartwood und Edward Carny konnten für Sprachaufnahmen und Motion-Capturing der Gesichter die britische Schauspielerin Jodie Comer und der US-Schauspieler David Harbour gewonnen werden.
Comer ist bekannt u. a. für ihre Hauptrollen in der BBC-Serie Killing Eve, den Hollywood-Filmen Free Guy und The Last Duel oder auch ihren Auftritt in Star Wars: The Rise of Skywalker.
Harbour ist ein Hollywood-Veteran mit einer langen Filmographie, darunter die Serie Stranger Things, der Marvel Hit Black Widow sowie Gran Turismo und Hellboy.
Für die Nebenfiguren konnten weitere bekannte US-Voice Actor wie Yuri Lowenthal und Paul Mercier verpflichtet werden, die den im Spiel sehr häufig auftauchenden Textdokumenten, über die Teile der Handlung erzählt werden, stimmlich Leben einhauchen.
Die deutsche Synchronisation des Spiels entstand bei der 4-Real Intermedia GmbH in Offenbach. Für die Rolle des Edward Carnby wurde nicht der Stammsprecher von David Harbour, Peter Flechtner, verpflichtet, sondern Dennis Schmidt-Foß, der dem Schauspieler bereits in einem Film und einer Serie seine Stimme lieh. Emily Hartwood wird im Deutschen von Lena Schmidtke gesprochen. Guido Zimmermann übernahm die Vertonung von Jeremy Hartwood und die Rolle des Pregzt, während weitere bekannte Sprecher wie Konrad Bösherz und Daniel Welbat für weitere Rollen engagiert wurden.
Die Figuren wurden mittels Motion Capture Technologie zum Leben erweckt. Hierfür wurde das Studio metricminds in Frankfurt am Main beauftragt.
| Darsteller / Darstellerin | Name der Figur im Spiel                                  | Deutsche Synchronstimme | Motion Capture Darsteller/Darstellerin |
| ------------------------- | -------------------------------------------------------- | ----------------------- | -------------------------------------- |
| Jodie Comer               | Emily Hartwood                                           | Lena Schmidtke          | Alexandra Schiller, Anne Gleich        |
| David Harbour             | Edward Carnby                                            | Dennis Schmidt-Foß      | David Wehle                            |
| Paul Mercier              | Jeremy Hartwood, Pregzt                                  | Guido Zimmermann        |                                        |
| Andrew Morgado            | Thierry Briclot, Blue Collar Boss und Morton the Mobster | Achim Barrenstein       |                                        |
| Anthony Palacios          | John Marcus, Juan Luis Jorge und Official Voice          | Michael Borgard         |                                        |
| Bruce Nozick              | Dr. Gray                                                 | Daniel Welbat           | Manuel Nehr, Michael Clauder           |
| Bruce Nozick              | Mosley the Goon                                          | Dieter Gring            |                                        |
| Cesilie Williams          | Madam Cazanoux                                           | Carolyn Glaner          |                                        |
| Clé Bennett               | Jean-Baptiste Tabouis, Frank the Goon                    | Daniel Welbat           | Lukhanyo Bele                          |
| Felice Heather Monteith   | Cassandra Beauregard, The Whisper                        | Daniela Thuar           |                                        |
| Felice Heather Monteith   | Sarah                                                    | Lena Schmidtke          |                                        |
| Glory Joy Rose            | Grace                                                    | Anni C. Salander        | Michaela Krieg                         |
| Jasmin Gatewood           | Lottie Tabouis und Felix                                 | Alice von Lindenau      | Melanie Gottschalk                     |
| Jesse Vilinsky            | Elisabetta Perosi                                        | Carolyn Glaner          |                                        |
| Kaitlyn Robrock           | Yaël Klein                                               | Carolyn Glaner          |                                        |
| Kelly Ohanian             | Ruth Tallant                                             | Anna Ewelina            | Stefanie Wermeling                     |
| Liam O’Brien              | Herr Stern                                               | Achim Barrenstein       |                                        |
| Ogie Banks                | Lens Salesman und Voodoo Salesman                        | Vlad Chiriac            |                                        |
| Roger Jackson             | MacCafrey                                                | Ulrich Blöcher          | Marc Iancu                             |
| Roger Jackson             | Radio Voice                                              | Martin Schubach         |                                        |
| Sean Branney              | Dr. Herbert                                              | Martin Schubach         |                                        |
| Sean Branney              | Newspaper Voice                                          | Ulrich Blöcher          |                                        |
| Susanne Blakeslee         | Mrs. Thompson                                            | Monika Müller-Heusch    | Melanie Gottschalk                     |
| Yuri Lowenthal            | Jacob van Ostadte, Mr. Waiters                           | Konrad Bösherz          |                                        |

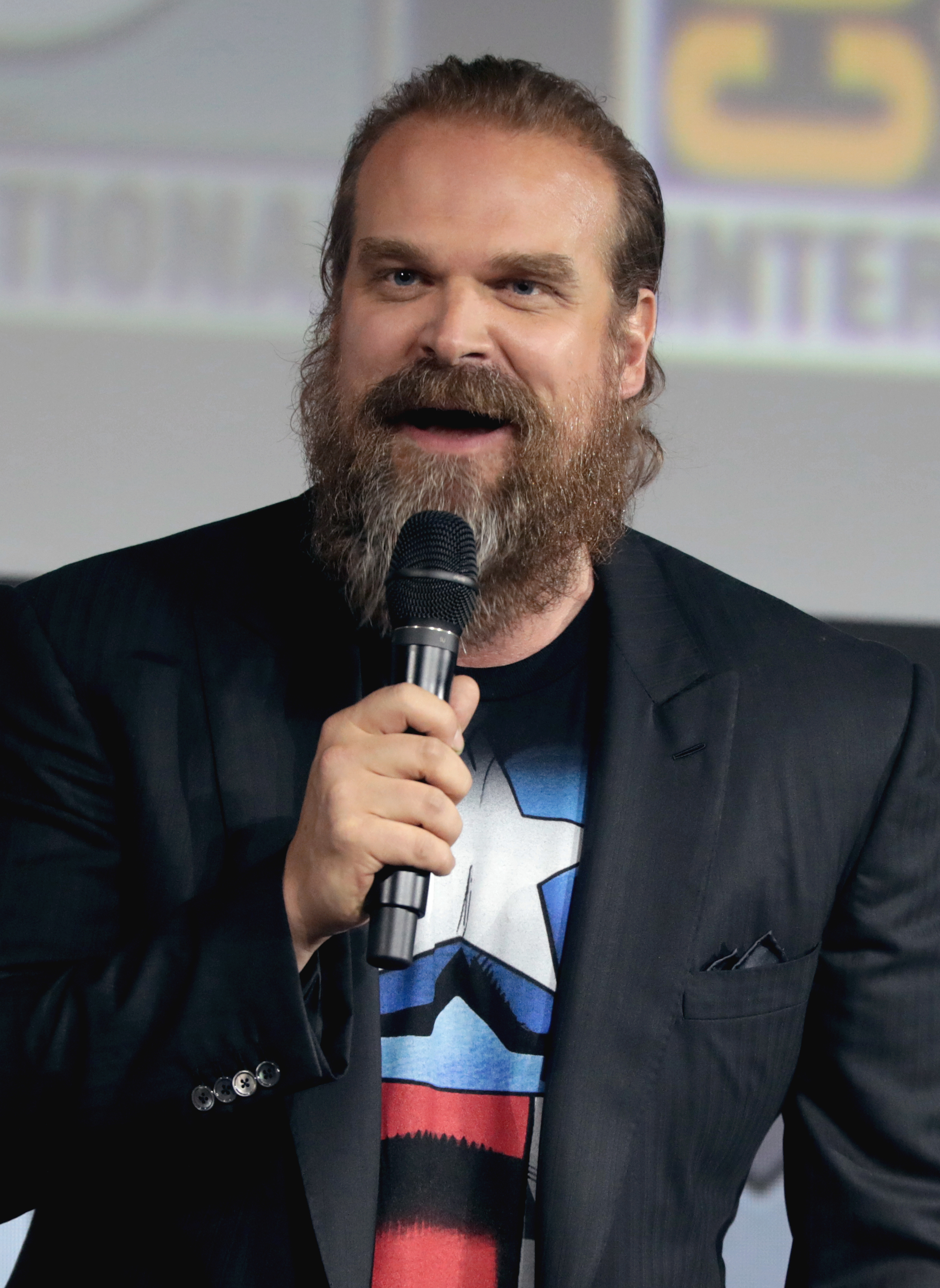
David Harbour auf der San Diego Comic-Con im Juli 2019
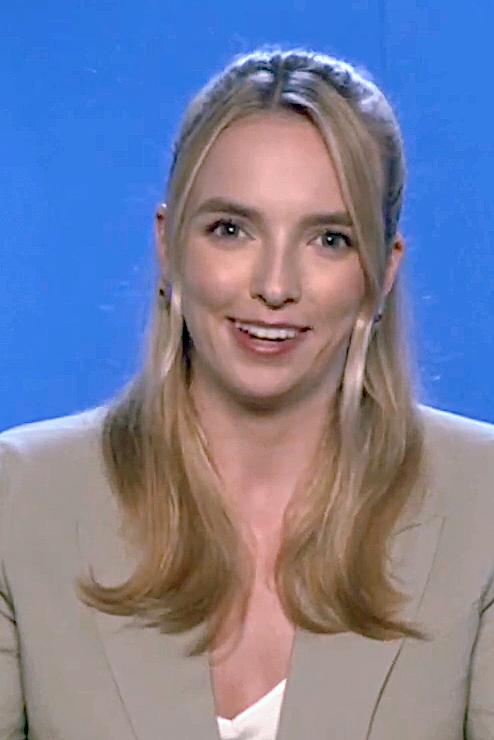
Jodie Comer (2021)
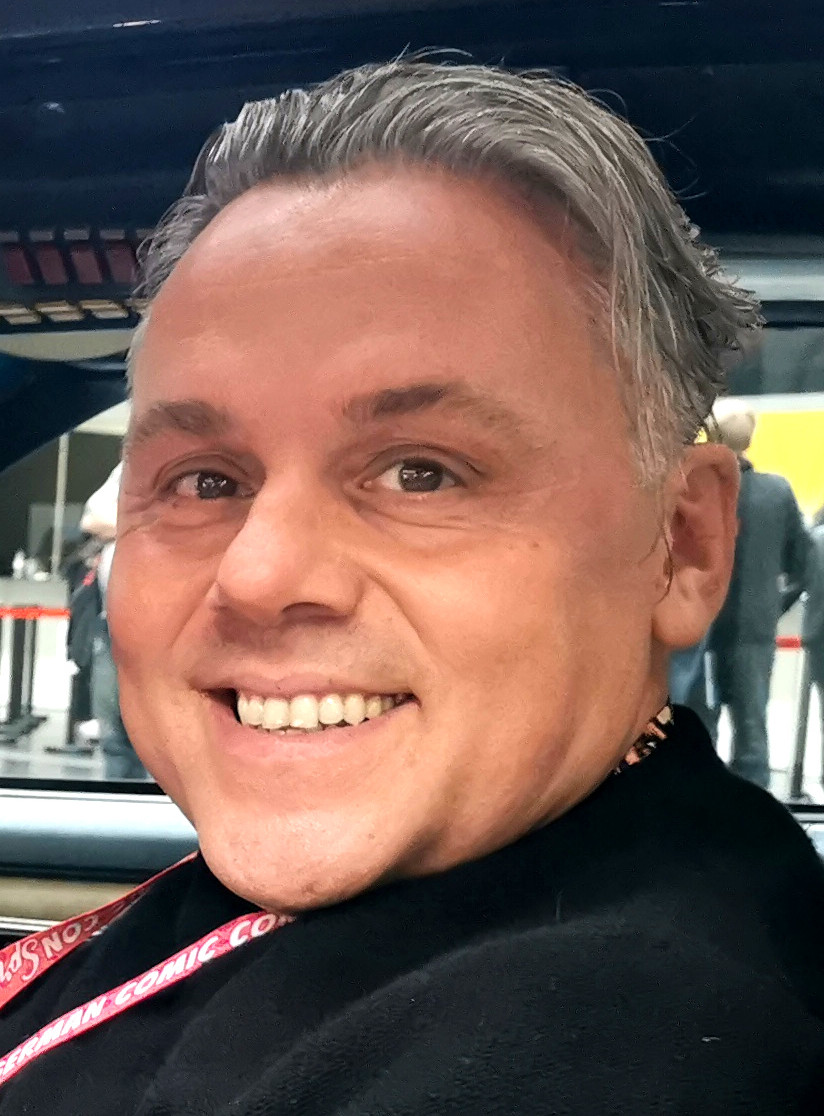
Dennis Schmidt-Foß, der deutsche Sprecher von Edward Carnby (2022)

## Hintergrund und Produktion
Nach der Veröffentlichung von Alone in the Dark: Inferno im Jahr 2008 war Eden Games für die Entwicklung eines Remakes des im Jahr 1992 erschienenen Originalspiels beauftragt worden. Doch nach der Auflösung des Studios durch den Mutterkonzern und Publisher Atari im Jahr 2013 wurde die Produktion eingestellt.
2018, drei Jahre nach der schlechten Resonanz von Alone in the Dark: Illumination verkaufte Atari das Alone-in-the-Dark-Franchise im September 2018 an Publisher THQ Nordic. Das schwedische Studio Pieces Interactive, das zuvor das im Jahr 2015 veröffentlichte Action-Adventure Magicka 2 entwickelt hatte, begann im Jahr 2019 mit der Entwicklung des Spiels. Als Autor wurde Mikael Hedberg verpflichtet, der zuvor unter anderem die Story zu den Spielen Soma und Amnesia: The Dark Descent verfasst hat und ebenfalls als leitender Entwickler von Alone in the Dark tätig ist. Der Zeichner Guy Davis, der vor allem durch seine Zusammenarbeit mit Guillermo del Toro und seiner eigenen Comicserie „The Marquis“ bekannt ist, wurde mit der Gestaltung der im Spiel vorgestellten Monster beauftragt.
Im August 2022 wurde das Spiel mit einem Werbetrailer vorgestellt. Ein spielbarer Prolog mit dem Titel „Alone in the Dark Prologue“ wurde am 25. Mai 2023 veröffentlicht. Der Spieler übernimmt die Rolle der elf Jahre alten Grace Saunders, die bereits in Alone in the Dark 2 eine der spielbaren Figuren war. Die Handlung ist einige Wochen vor den Ereignissen des Spiels angesiedelt: Grace wird von Emilys Onkel Jeremy Hartwood gebeten, einen Brief an seine Nichte in Derceto Manor zu überbringen. Dort angekommen, wird der Spieler während der Erkundung des alten Anwesens mit seltsamen Ereignissen konfrontiert, die von einer übernatürlichen Präsenz auszugehen scheinen.
Die Veröffentlichung wurde mehrmals verschoben. Ursprünglich für Oktober 2023 vorgesehen, war sie zwischenzeitlich für Januar 2024 angedacht, ehe sie, um die Crunch-Phase nicht in die Weihnachtszeit fallen zu lassen, auf den 20. März 2024 terminiert wurde.
In der deutschen Synchronfassung, die von 4-Real Intermedia GmbH in Offenbach ausgeführt wurde, wurde statt Peter Flechtner, der David Harbour in den meisten seiner Rollen die Stimme lieh, Dennis Schmidt-Foß besetzt, während für Comer Lena Schmidtke besetzt wurde. Für deutsche Übersetzung war Mháire Stritter verantwortlich.
Der Originalsoundtrack zum Spiel wurde am 20. März 2024 in digitaler Form auf Steam veröffentlicht.
Aufgrund der enttäuschenden Verkaufszahlen von Alone in the Dark wurde das Entwicklerstudio Pieces Interactive im Juni 2024 geschlossen.

## Rezeption
Im deutschsprachigen Raum wurde Alone in the Dark weitgehend positiv rezensiert. Gamestar vergab eine Wertung von 77 % und lobte es als „würdigen Nachfolger“. PC Games bewertete das Reboot mit 8 von 10 Punkten.
Videospieljournalist Simon Krätschmer vergab für das Spiel wohlwollend 7 von 10:

„Das #AloneintheDark letsplay ist jetzt komplett. Spiel ist leider doch nur so 7/10 aber für Genre-Fans und Nostalgiker schon empfehlenswert.“

International fiel das Echo weitaus gemischter aus. Gamespot vergab nur 4 von 10 Punkten.
IGN bewertete es mit 6 von 10 Punkten.
Die Rezensionsdatenbank Metacritic aggregiert für die PC- und Xbox-Series-Version einen mittelmäßigen Metascore von 66, für die PS5-Version einen Gesamtwert von 63 von 100 möglichen Punkten.
Die Verkaufszahlen des Spiels blieben hinter den Erwartungen des Publishers zurück.